# Evelyn Baring, 1. Earl of Cromer

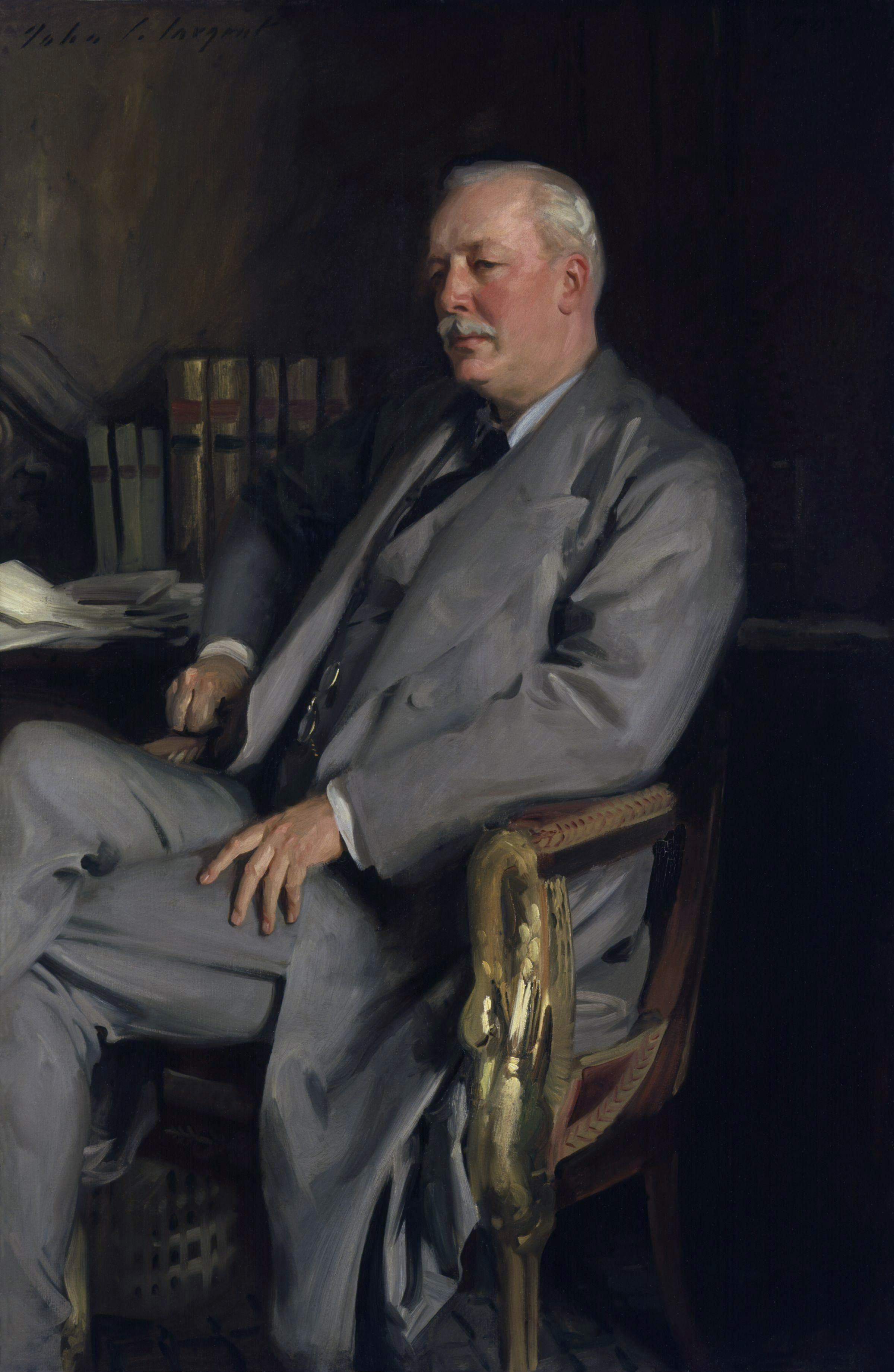
John Singer Sargent: Evelyn Baring, undatiert, Öl auf Leinwand, 148,8 × 98,4 cm, National Portrait Gallery, London

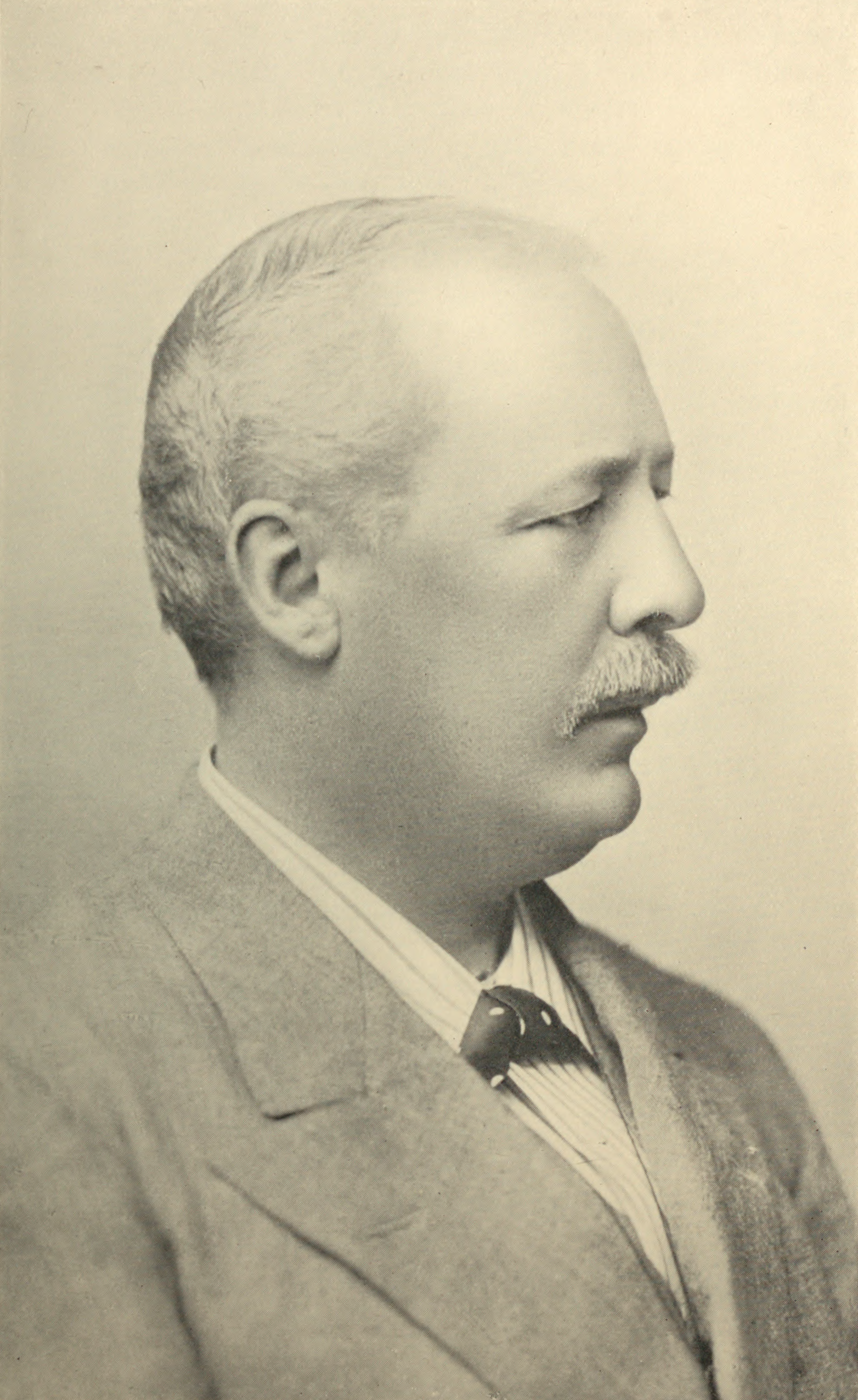
Evelyn Baring (1898)

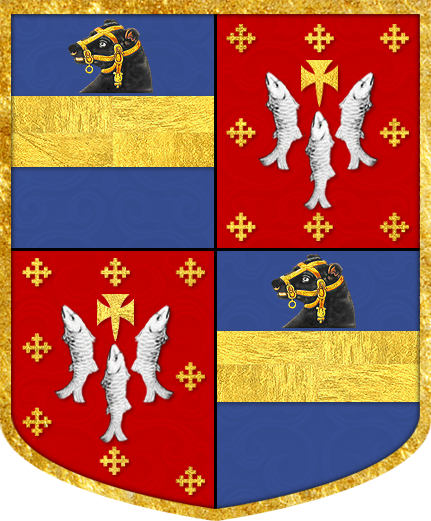
Wappen Evelyn Barings als 1. Earl of Cromer

Evelyn Baring, 1. Earl of Cromer, GCB, OM, GCMG, KCSI, CIE, PC, FRS (* 26. Februar 1841 in Norfolk; † 29. Januar 1917 in London) war ein britischer Diplomat und von 1883 bis 1907 Generalkonsul in Ägypten. In dieser Funktion bestimmte er maßgeblich die Politik Ägyptens.

## Leben
Evelyn Baring gehörte dem britischen Zweig der Familie Baring an. Im Alter von 14 begann er eine Kadettenausbildung an der Royal Military Academy und wurde mit 17 als Lieutenant der Royal Artillery in die British Army aufgenommen und nach Korfu versetzt. Dort lernte er die Griechische und Italienische Sprache. In den nächsten Jahren diente er auf Malta und Jamaika. Ab 1869 arbeitete er am War Office an den Reformen, die nach dem Krimkrieg notwendig waren. 1872 wurde Baring Privatsekretär seines Cousins Thomas Baring, 2. Baron Northbrook, des Vizekönigs von Indien. Nach dessen Rücktritt im Jahr 1876 kehrte Evelyn Baring nach England zurück, heiratete Ethel Errington.
Evelyn Baring wurde 1877 im Zuge der internationalen Kontrolle der ägyptischen Finanz- und Wirtschaftspolitik nach Ägypten entsandt. 1878 stieg er in den Rang eines Major auf. Im Folgejahr schied er aus dem Armeedienst aus und wurde er britischer General-Controller. Im Sommer 1879 veranlasste Baring den Sultan Abdülhamid II., den ägyptischen Khediven Ismail Pascha ab- und an seiner statt dessen Sohn Tawfiq einzusetzen. Gegen die internationale Kontrolle in Ägypten entwickelte sich in dieser Zeit die Urabi-Bewegung. Im Zuge der Zerschlagung der Bewegung erfolgte 1882 im Anglo-Ägyptischen Krieg die Besetzung Ägyptens durch Garnet Joseph Wolseley und es begann die britische Herrschaft in Ägypten.
Baring war vom 1. September 1883 bis 6. Mai 1907 der erste britische Generalkonsul in Ägypten. Ihm waren rund 3000 Soldaten und Offiziere unterstellt, zudem verfügte er über einige Hundert britische Zivilbeamte. Der Khedive blieb zwar formell weiterhin Vizekönig und Vasall der Osmanen, Baring war aber als Berater Tawfiqs der tatsächliche Herrscher des Landes. Unter Baring wurde Ägypten wirtschaftlich in das Britische Weltreich eingebunden und dessen Interessen untergeordnet. Baring beherrschte die arabische Sprache nicht, er verfügte jedoch über einige Türkischkenntnisse.
Nach dem Ausbrechen des Mahdi-Aufstandes im Sudan planten er und Charles George Gordon, den Sklavenhändler Al-Zubayr Rahma als Gouverneur Sudans einzusetzen. Am 26. Januar 1884 trafen deshalb Gordon, Zubayr und Baring in Gegenwart von Evelyn Wood und Giegler Pascha zusammen. Die Einsetzung Zubayrs wurde aber von der Regierung in London abgelehnt, die keinen ehemaligen Sklavenhändler an der Spitze Sudans sehen wollte.
1892 wurde Baring als Baron Cromer zum erblichen Peer erhoben und wurde dadurch auf Lebenszeit Mitglied des House of Lords. Sein Einwirken auf die Verhandlungen zwischen Horatio Herbert Kitchener und Jean-Baptiste Marchand hatte 1899 wesentlichen Anteil an der Beilegung der Faschoda-Krise und dem Zustandekommen der Entente zwischen Frankreich und dem Vereinigten Königreich. 1899 wurde Baring zum Viscount Cromer und 1901 zum Earl of Cromer und Viscount Errington erhoben.
Lord Cromer musste von seinem Amt unter dem Druck der Öffentlichkeit nach dem sogenannten Dinschawai-Zwischenfall zurücktreten. Er berief infolge des Todes eines britischen Offiziers im Dorf Dinschawai, 1906, ein Militärgericht ein. Er hatte die erklärte Absicht, ein Exempel zu statuieren, und ließ keinen Zweifel daran, dass er Todesurteile erwarte. 59 Bewohner Dinschawais wurden verhaftet, vier zum Tode verurteilt und acht Personen öffentlich vor den Augen ihrer Familien ausgepeitscht. Daneben wurden langjährige Haftstrafen in Zwangsarbeitslagern erlassen. Das Ereignis löste in Ägypten unmittelbar große Empörung aus, war Anlass für die Gründung der ersten nationalistischen Partei Ägyptens und änderte zudem die Einstellung der städtischen Nationalbewegung zum Widerstand der Fellachen. Als sich die britische Presse kritisch mit dem Dinschawai-Zwischenfall auseinanderzusetzen begann und George Bernhard Shaw gegen die Willkürurteile protestierte, ordnete die Regierung 1907 die Freilassung sämtlicher Gefangenen an und Lord Cromer musste zurücktreten.
1916 wurde er Ehrenmitglied der British Academy.

## Ehen und Nachkommen
In erster Ehe heiratete er 1876 Ethel Errington († 1898), Tochter des Sir Rowland Stanley Errington, 11. Baronet (1809–1875). Mit ihr hatte er zwei Söhne:
- Rowland Thomas Baring, 2. Earl of Cromer (1877–1953);
- Hon. Windham Baring (1880–1922) ⚭ Lady Gweneth Frida Ponsonby, Tochter des Edward Ponsonby, 8. Earl of Bessborough.

In zweiter Ehe heiratete er 1901 Lady Katherine Georgina Louisa Thynne (1865–1933), Tochter des John Thynne, 4. Marquess of Bath. Mit ihr hatte er einen Sohn:
- Charles Evelyn Baring, 1. Baron Howick of Glendale (1903–1973), 1952–1959 Gouverneur von Kenia.

## Schriften
- Modern Egypt. MacMillan and Co., 2 Bände, New York 1908.[1]
- Artikel: The Government of Subject Races. In: Edinburgh Review 207, 1908, S. 1–27.[1]

## Trivia
Im Film Khartoum spielte Alexander Knox die Figur des Lord Cromer.